# 全体主義体制

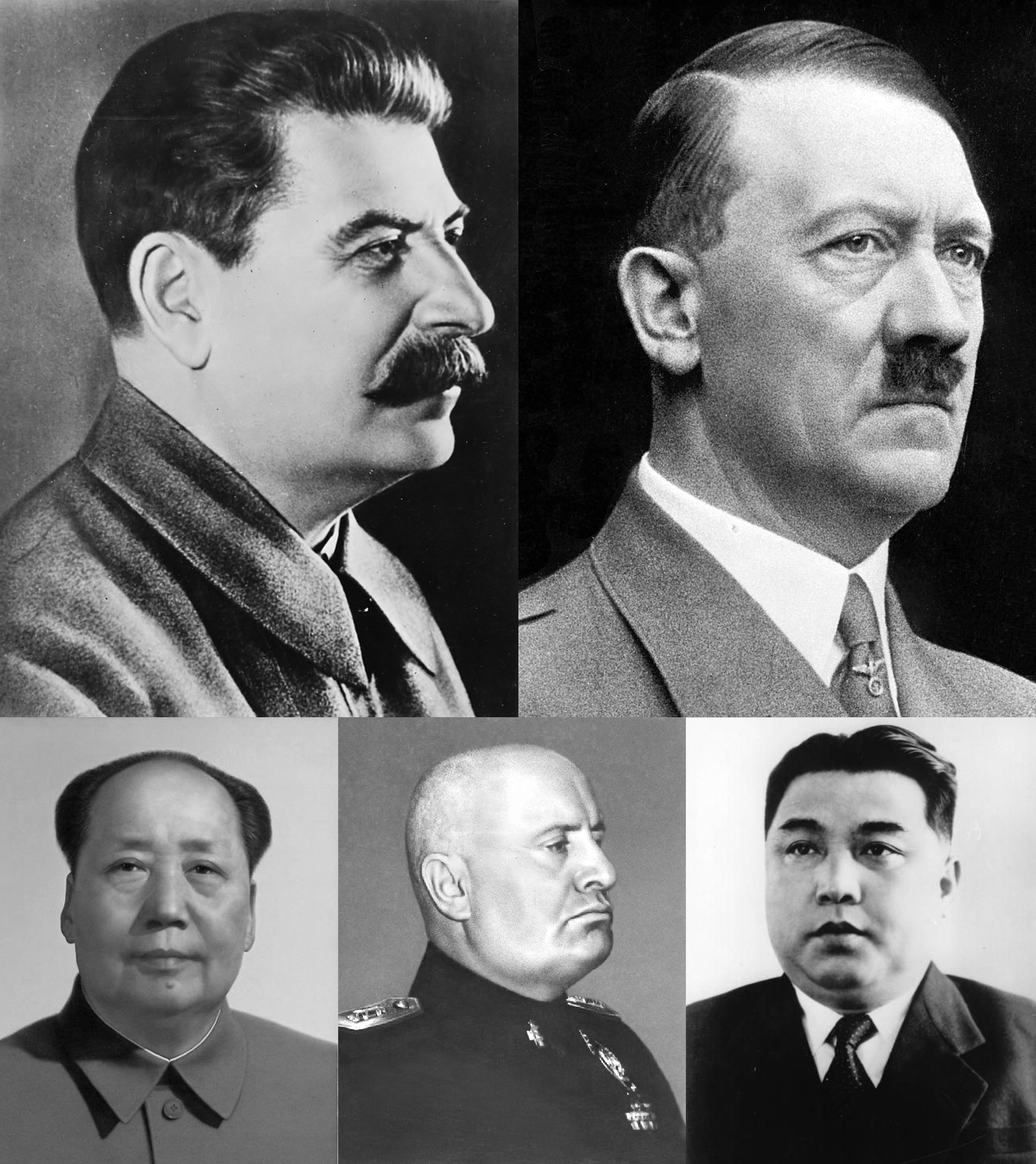
全体主義体制による支配を行ったとしてしばしば批判される指導者たち。写真の左から右、次いで上から下の順に、ソビエト連邦共産党書記長ヨシフ・スターリン、ドイツ総統アドルフ・ヒトラー、中国共産党中央委員会主席毛沢東、イタリア統帥ベニート・ムッソリーニ、朝鮮労働党中央委員会総書記金日成。

全体主義体制（ぜんたいしゅぎたいせい）は、政治体制の一つであり、動員体制の一つ。
全体主義体制は、世界観と達成されるべき目的をもった何かしらのイデオロギーを公式理念とし、それを核として支配領域内で全ての人的・物的資源を動員しようとする性向をもつ。「全体主義」という語そのものは元来はファシズムを批判するものだったが、ハンナ・アーレントの議論に加えて、第二次世界大戦後、アメリカを中心にソ連をナチス・ドイツと並べるべき全体主義であるという議論が出たことから、政治体制の分類としても全体主義体制の規定が議論されはじめた。全体主義の定義と全体主義体制のモデル規定は時代状況の進展と研究の発展を反映して論者によって異なっている。

## フリードリッヒ&ブレジンスキー説
C.J.フリードリッヒとZ.K.ブレジンスキーは「全体主義」を定式化し「6点症候群」として以下の特徴をあげた（Friedrich & Brzezinski 1956: pp.9-10.）。
1. 全体主義イデオロギー。
2. このイデオロギーに関係し通常一人の男・独裁者によって指導される単一政党。
3. 十全に発展した秘密警察。
4. マスコミ媒体の独占的コントロール。
5. 有効な武力の独占的コントロール。
6. 経済組織をふくむいっさいの組織の独占的コントロール。

## シャピロ説
シャピロは、(1)ナチ支配期のドイツ、(2)ファシスト支配期のイタリア、(3)スターリン期のソ連の3つを全体主義体制の「原型体制」とまず規定し、体制の特徴と、体制を維持する道具とに分けて抽出することで、全体主義を定義している。

## リンス説
フアン・リンス（Juan Linz）は全体主義体制を(1)イデオロギー(2)動員組織(3)権力集中の3つの次元で説明している(Linz 1975=高橋訳27-28頁)。
1. イデオロギー: 排他的で自律的な、しかも多少なりとも知的に洗練されたイデオロギーがあること。支配集団ないし指導者と指導者に奉仕する政党は、イデオロギーと同一化し、これを政策の基盤として利用したり、操作したりして政策を正当化する。このイデオロギーにはいくつかの境界線があり、それを超えると非公認にとどまらず異端となる。このイデオロギーは、特定の綱領や正当な政治行動の境界を確定するだけでなく、究極的な目標や歴史的な目的意識、現実社会の解釈をもっともらしく規定する。
2. 動員組織: 政治的、集団的な社会活動に対する市民参加と積極的な動員が奨励され、要請され、報酬で報いられ、単一政党と多くの一枚岩的第二次集団を通して誘導される。
3. 権力集中: 一元的ではあるが一枚岩ではない権力中枢があること。どれほど組織ないし集団の多元性が存在しても、こうした多元性は、その正当性がこの中枢から引き出され、大体において中枢によって調停され、概して既存社会の副産物ではなく、政治的な創造物である。

この説明法は、全体主義体制を他の政治体制といかに区別するかに力点をおいた方法であり、単に特徴を抽出したものではない。リンスは全体主義体制を定義するにあたって、全体主義体制における特定イデオロギーの強調・イデオロギーへの傾倒を重視しており、全体主義体制とは「イデオロギー支配政体」(ideocracies)または「理念支配政体」(logocracies)と考えられるかも知れないと考えている(Linz 1975:p.196）。ゆえに全体主義体制においては、公式のイデオロギーが実際的な政策形成などによって内容を変化させられてしまったり、公式のイデオロギーと対立する理念や政策が作り出されてしまったときに、全体主義体制から乖離するような変化に至ると考えられている。